# Nasir al-Din Mahmud II
Nasir al-Din Mahmud II fou sultà de Bengala de la dinastia habshi o abissínia, considerat modernament per alguns historiadors com el fill del ilyàsida Jalal al-Din Fath Shah (1481-1486 o 1487) però Ferishta i Nizam al-Din l'esmenten com a fill de Sayf al-Din Firuz (1487-1489) al que hauria succeït vers 1489. Firuz li va designar un preceptor i el va succeir sent molt jove encara, assolint la regència el preceptor Habash Khan. Aquest fou assassinat per un altre habshi, Sidi Badr, de malnom "el boig", que va agafar la regència. No va tardar a fer matar el jove soldà i va subornar a la guàrdia del palau per proclamar-se al seu lloc (1490) amb el nom de Shams al-Din Muzaffar (1490-1494).